# Eparchia dniepropetrowska

Eparchia dniepropetrowska na tle podziału administracyjnego UKP PM

Eparchia dniepropetrowska (znana też obecnie jako dniepropetrowska i pawłohradzka) – jedna z eparchii Ukraińskiego Kościoła Prawosławnego Patriarchatu Moskiewskiego, z siedzibą w Dnieprze.

## Historia
Eparchia – pierwotnie pod nazwą słowiańska i chersońska – została utworzona 9 września 1775, poprzez wydzielenie z metropolii kijowskiej. W 1796 eparchię przemianowano na noworosyjską, w 1803 na jekaterynosławską, a od 1926 administratura nosi obecną nazwę.
Od czasu ostatniego podziału (2010) eparchia obejmuje swoim zasięgiem terytorialnym wschodnie rejony obwodu dniepropetrowskiego.

## Ordynariusz
Na czele administratury stoi metropolita dniepropetrowski i pawłohradzki Ireneusz (Seredni).

## Główne świątynie
Katedrami eparchii są sobory: Trójcy Świętej i Przemienienia Pańskiego (obydwa w Dnieprze), natomiast konkatedrą jest sobór Obrazu Chrystusa Zbawiciela Nie Ludzką Ręką Uczynionego w Pawłohradzie.

## Dekanaty
W skład eparchii wchodzi 13 dekanatów:
- miejski (prawobrzeżny) I[3];
- miejski (lewobrzeżny) II[3];
- szpitalny[3];
- dniepropetrowski rejonowy;
- jurjewski;
- meżewski;
- nowomoskowski I;
- nowomoskowski II;
- pawłohradzki;
- petropawliwski;
- pokrowski;
- synelnykowski;
- wasylkiwski.

## Monastery
Na terenie eparchii działają cztery monastery:
- Monaster św. Mikołaja w Nowomoskowsku, męski
- Monaster Tichwińskiej Ikony Matki Bożej w Dnieprze, żeński
- Monaster Wniebowstąpienia Pańskiego w Terniwce, żeński
- Monaster Ikony Matki Bożej „Znak” w Werbiwskim, żeński.

## Galeria

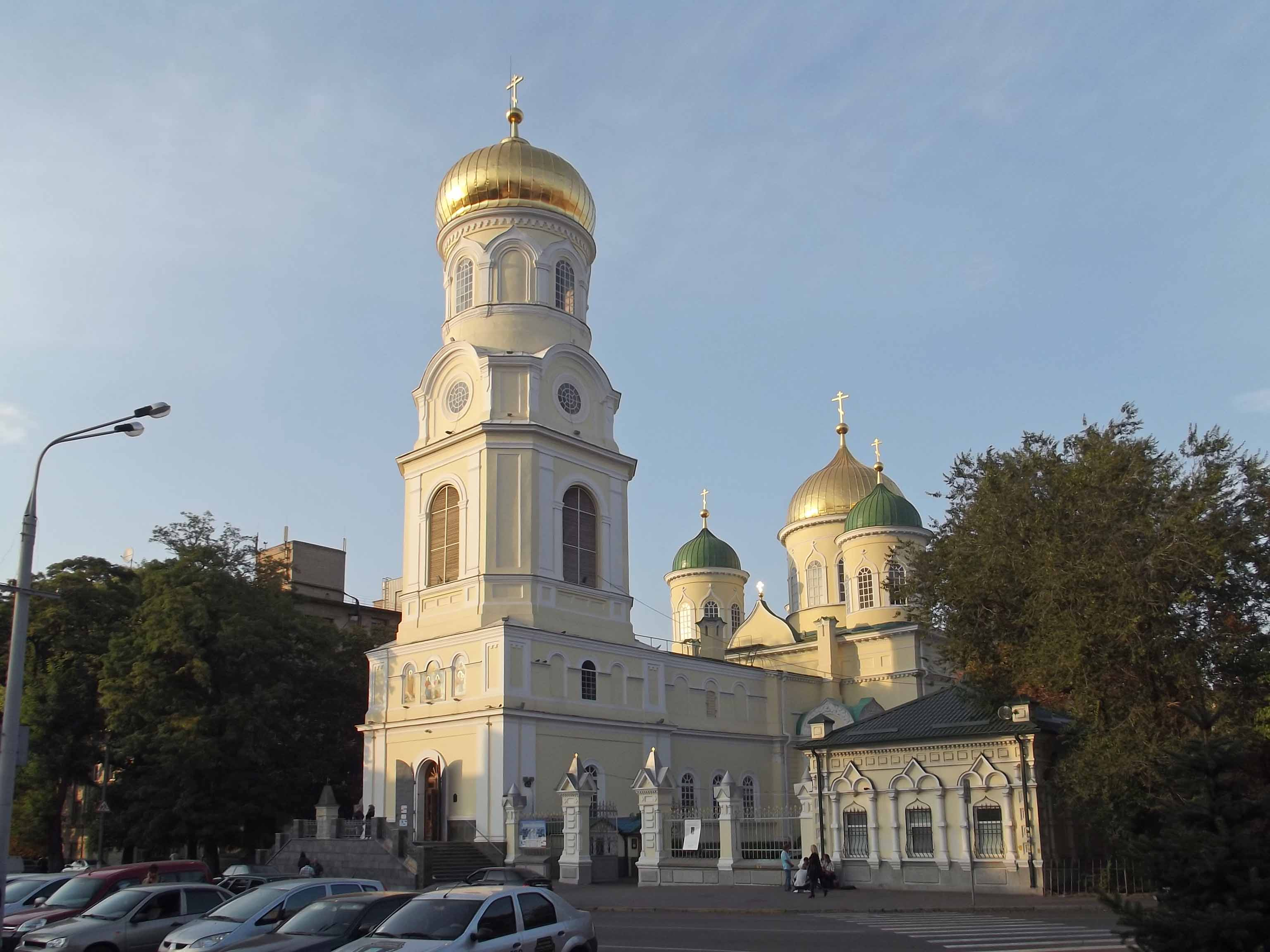
Sobór Trójcy Świętej w Dnieprze
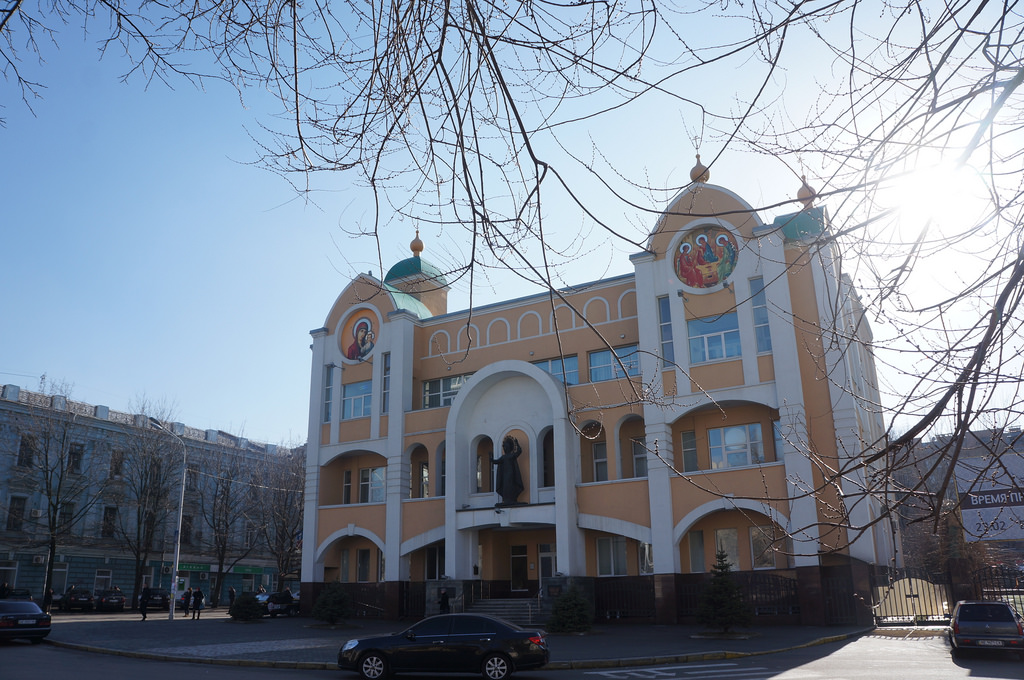
Siedziba kurii biskupiej
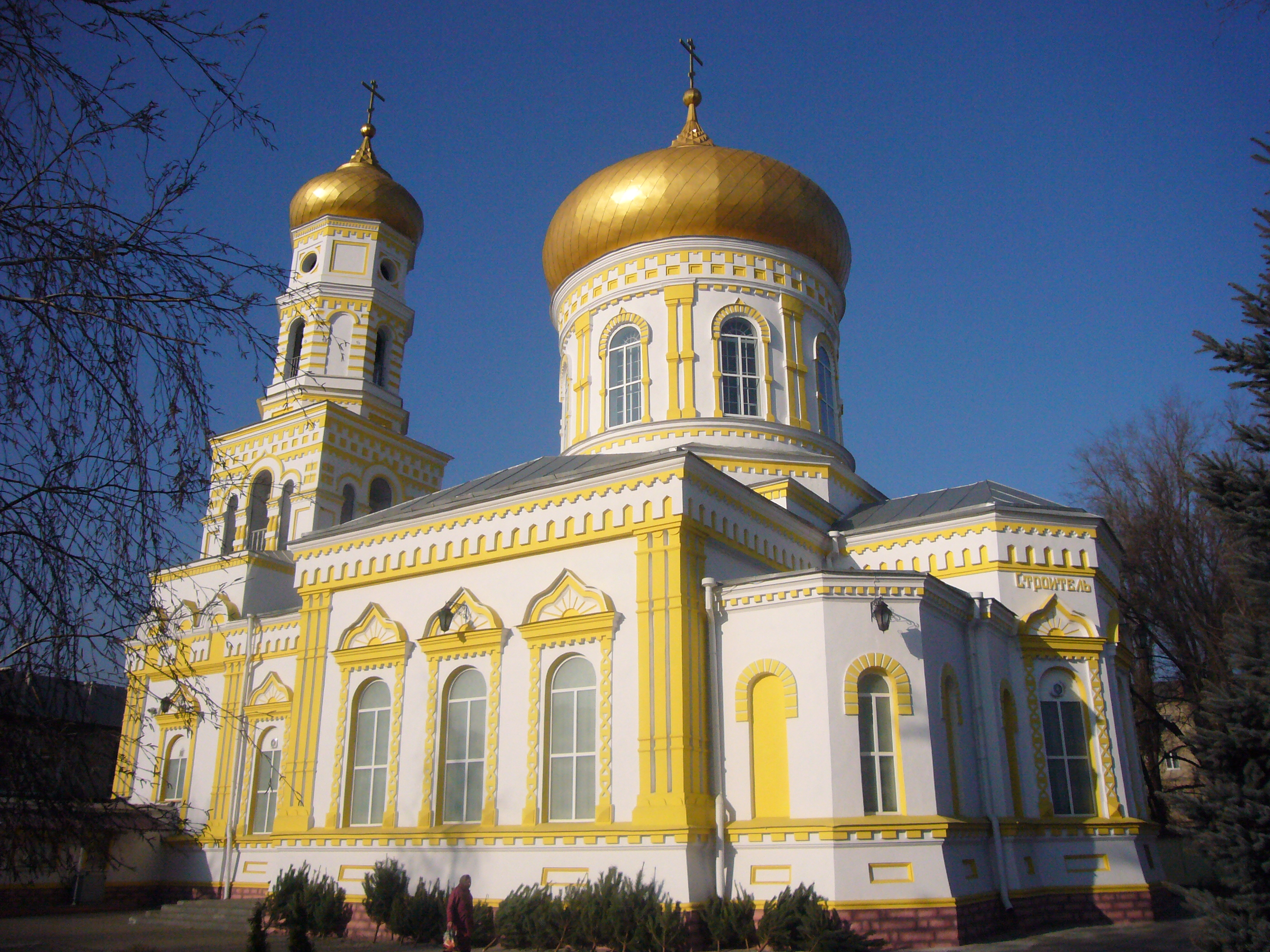
Sobór Obrazu Chrystusa Zbawiciela Nie Ludzką Ręką Uczynionego w Pawłohradzie